# Тавернеле-Сант'Еузебио (Арецо)
Тавернеле-Сант'Еузебио је насеље у Италији у округу Арецо, региону Тоскана.
Према процени из 2011. у насељу је живело 161 становника. Насеље се налази на надморској висини од 263 м.